# Peter Föhn

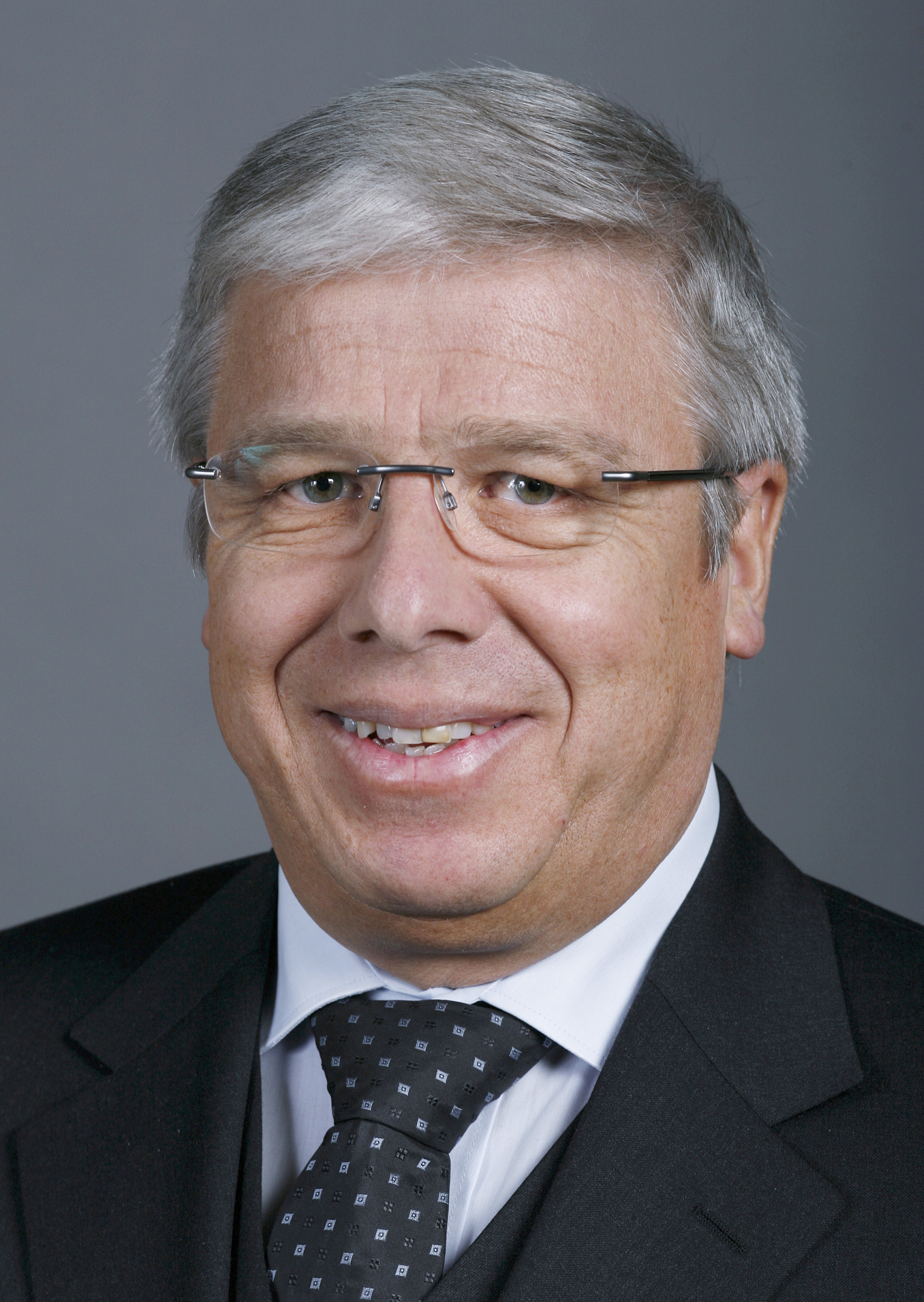
Peter Föhn (2007)

Peter Föhn (* 11. Dezember 1952 in Muotathal; heimatberechtigt ebenda) ist ein Schweizer Unternehmer und ehemaliger Politiker (SVP). Er vertrat den Kanton Schwyz zwischen 1995 und 2011 im Nationalrat sowie von 2011 bis 2019 im Ständerat.

## Leben
Föhn ist gelernter Lehrer. Von 1975 bis 1988 war er Primarlehrer, von 1991 bis 2001 arbeitete er als Schulverwalter im Bezirk Schwyz. Seit der Übergabe seiner Firma MAB Möbel AG in Muotathal an seine Söhne steht er als Verwaltungsratspräsident dem Unternehmen in Muotathal vor, das Produkte für den Fachhandel herstellt und im Innenausbau tätig ist. Unter anderem werden Möbel nach Feng-Shui-Prinzipien produziert. Föhn ist verheiratet und hat vier Kinder.

## Politik
Peter Föhn gehörte von 1995 bis 2011 während 16 Jahren dem Nationalrat an. Am 27. November 2011 wurde er im zweiten Wahlgang in den Ständerat gewählt, nachdem er im ersten Wahlgang noch gar nicht kandidiert, aber Stimmen bekommen hatte. 
Nationalrat Föhn war Mitglied der Kommission für Wissenschaft, Bildung und Kultur (1995–1999), der Kommission für öffentliche Bauten (1999–2003) und der Kommission für Verkehr und Fernmeldewesen (1999–2011). Im Ständerat sass er in der Staatspolitischen Kommission (SPK, Präsident 2015–2017), in der Geschäftsprüfungskommission (GPK) und in der Kommission für Wirtschaft und Abgaben (WAK). Föhn ist Impfkritiker und Abtreibungsgegner. In Parlamentarier-Ratings schnitt Föhn regelmässig als deutlich rechtester Politiker des konsensorientierten Ständerats ab.
2013 geriet Föhn unter Verdacht der Vorteilsannahme, als er sich und seine Frau zu einer Übernachtung ins Luxushotel Chedi in Andermatt einladen liess.